# Les cadires
Les cadires és una obra de teatre en un acte escrita per Eugène Ionesco l'any 1951. Va ser estrenada al Théâtre Lancry el 22 d'abril de 1952 i fou publicada l'any 1954.

## Anàlisi
Les cadires és una de les obres de teatre més conegudes d'Eugène Ionesco. En efecte, es tracta d'una peça molt representativa de les principals característiques del seu teatre i de les seues innovacions.
Cal dir, en primer lloc, que Ionesco va ser l'inventor del mecanisme de proliferació, que causa una forta sensació d'asfíxia, de pèrdua de control o de malson (a més, el teatre d'Ionesco pot qualificar-se de teatre dels somnis). N'és un exemple l'escena del final de l'obra, en què la vella duu un gran nombre de cadires per fer seure-hi tots els invitats invisibles. Aquest mecanisme recorda una altra de les seues obres, Víctimes del deure, en què Madeleine omple l'escenari amb tasses de cafè, o en Amédée ou Comment s'en débarrasser, en què el mort creix desmesuradament. Aquest mecanisme és sens dubte una invenció d'Ionesco, i tradueix tota la seua angoixa front a un fenomen incontrolable i inquietant, que creix amb la por que engendra la seua empenta. Aquest cercle viciós es troba també en Jeux de massacre, quan les persones es maten entre elles, fins i tot les sanes, per por al contagi.
Els invitats que rep la parella d'ancians tenen la particularitat de ser el que no són. Es tracta de fantasmes, de paraules sense autor, de presències sense persona, d'éssers del no-res. Cal fixar-se en aquest concepte, perquè és el veritable tema de l'obra, el seu topos. També es pot trobar en els discursos sense sentit, barrejats, sense cap lògica, com quan l'ancià i l'anciana descriuen un fill completament diferent. A més, el no-res és present en el fracàs de l'ancià que, tot i ser molt vell, mai no ha tingut amics, no ha aconseguit res i que com a únic producte de la seua existència (95 anys) deixa el famós «missatge» que els invitats han estat convocats a escoltar al final de l'obra. Vet ací que, com a súmmum de la ironia, l'orador que l'ha de transmetre és mut. D'aquesta manera, tots aquests actes sords acaben amb el silenci, i l'ancià i l'anciana, abans que no siga revelat el mutisme de l'orador, es tiren per finestres oposades.
La presència il·lusòria de les cadires desemboca en la solitud davant la mort, i totes les fórmules de cortesia i les adulacions acaben en el silenci davant el fracàs, és a dir, en un mot: el no-res.
Cal dir que Les cadires no pertanyen únicament al teatre de l'absurd, sinó també al teatre fantàstic, tot entenent per fantàstic la intrusió d'allò irracional en la realitat, no en el sentit de les obres contemporànies que són qualificades de la mateixa manera.

## Estrena
- Posada en escena: Sylvain Dhomme
- Paul Chevalier: l'ancià
- Tsilla Chelton: l'anciana
- Sylvain Dhomme: l'orador